# Scandinavian Gold Cup
La Scandinavian Gold Cup est une compétition nautique annuelle ouverte aux 5.5 Metre. Elle oppose des États, chacun étant représenté par un seul bateau. Contrairement à ce que son nom pourrait laisser croire, il s'agit d'un événement international nullement réservé aux pays scandinaves. Elle a lieu chaque année depuis 1919, à l'exception de 1920 et de 1940 à 1946, ce qui en fait l'un des plus vieux trophées nautiques actuels.

## Historique
La première édition fut organisée en 1919 par le Nyländska Jaktklubben (NJK), l'un des plus vieux yacht clubs finlandais, pour célébrer la nouvelle indépendance de la Finlande et promouvoir le nautisme ainsi que les relations entre les navigateurs finlandais et suédois. Elle n'opposait alors que ces deux pays, sur des Skerry Cruisers 40 m2, et fut remportée par la Suède. En 1922, la compétition fut ouverte aux 6 Metre, afin de concurrencer la One Ton Cup en tant que trophée international, en s'adressant à des bateaux plus petits et plus abordables. À partir de 1926, des pays hors de Scandinavie alignèrent des équipages et le trophée s'imposa comme l'un des plus disputés du monde de la voile, attirant des marins et des designers réputés, dont des vainqueurs de la Coupe de l'America.
À la fin des années 1930, la jauge 6 Metre perdit en popularité face aux 5 Metre et 5.5 Metre, meilleur marché, et qui la remplacèrent définitivement en 1953.
En 2006, la compétition eut lieu aux Pays-Bas et fut remportée pour la première fois par un équipage néerlandais.